# 巴拉阿奇特
巴拉阿奇特是位于黎巴嫩南部宾特朱拜勒区奈拜提耶省的一个镇。 巴拉阿奇特的居民主要是什葉派和基督徒（默基特希臘禮天主教會），什葉派人口佔多數（2014年，92.19% ）。